# Cuscuta tianschanica
Cuscuta tianschanica là một loài thực vật có hoa trong họ Bìm bìm. Loài này được Palib. mô tả khoa học đầu tiên.